# Jordi Mora Figueras
Jordi Mora Figueras (Palafrugell, 1975) és un enginyer de so, autor i productor musical català.
Va formar-se com a enginyer tècnic de telecomunicacions en l'especialitat d'imatge i so per la Salle i l'any 1999 va començar la seva carrera professional als estudis Music Lan, a Avinyonet de Puigventós, amb Joan Trayter. Durant els anys en què hi va treballar, primer com a assistent i després com a enginyer, va participar en la gravació i mescles de discos d'artistes i bandes com Jarabe de Palo, Quimi Portet, Enrique Bunbury, Adrià Puntí, entre d'altres. El 2006 es va establir com a freelance i ha treballat en estudis diversos d'Espanya, França, Mèxic i els Estats Units amb productors musicals com Mario Caldato Jr., Joe Dworniak, Ricky Falkner, Refree i Nigel Walker.
Des de 2022 és membre de Rodeo (estilitzat com a RODEO), projecte musical que comparteix amb els músics Emili Bosch i Malcus Codolà i també amb el cantant Phoac i amb què han publicat un disc, Fake Friends (Foehn Records).

## Premis
Com a enginyer de gravació i mescles ha rebut dos premis Grammy Llatins. El primer, el 2007 per Techarí, d'Ojos de Brujo (Millor Àlbum de Música Flamenca), i el segon, el 2018 per Expectativas, d'Enrique Bunbury (Millor Àlbum Pop/Rock).